# Erik Wilhelm Grevenkop-Castenskiold
Erik Wilhelm Grevenkop-Castenskiold, född 7 september 1914 i Köpenhamn, död 14 mars 2001 i London, var en dansk godsägare och industriman.

## Godsägare
Grevenkop-Castenskiold föddes som son till hovjägmästaren  och godsägaren Jørgen Adolph Grevenkop-Castenskiold och hans hustru Olga Grevenkop-Castenskiold, född Magnus.
Grevenkop-Castenskiold tog preliminärexamen 1929, genomgick därefter praktisk lantmannautbildning 1929-1932 för att sedan gå vidare till lantbruksskola 1932-1933. Han var rättare 1933-1935 och övertog 1935 godsen Grevenkop och Store Frederikslund. Under 1930-talet hade många stora jordbruk ekonomiska problem, men ockupationen av Danmark ändrade konjunkturen så att många gods gav överskott. Denna utveckling gjorde det möjligt för honom att spara ihop ett betydande kapital, som han senare investerade i olika verksamheter inom näringslivet.

## Näringslivsman
Från 1947 till 1995 var Grevenkop-Castenskiold mycket engagerad i näringslivet. Han övertog maskinfabriken Vølund och anställde sin förvaltare Poul Madsen som verkställande direktör år 1960. Vølund blev under 1960-talet en mycket lönsam verksamhet, eftersom efterfrågan på hushållsmaskiner ökade kraftigt. Grevenkop-Castenskiold blev en av de rikaste personerna i Danmark, men förlorade allt vid en konkurs år 1995. Konkursen orsakades dels av hans minkfarmar och till följd av att Vølund blödde. Erik Grevenkop-Castenskiold uppgav vid en intervju i TV år 2000 att han levde på dansk folkpension.

### Styrelseuppdrag
- A/S Frederiksberg Chemiske Fabriker 1951-59
- A/S af 1 december 1953, 1953-71
- A/S Emil Jensen 1954
- A/S A. Heede & Co. 1954-59
- A/S Vølund 1954, A/S Frederiksberg Jernstøberi og Maskinfabrik 1954-70
- A/S Holbæk Frøkompagni 1955-65
- A/S Centrum Frø 1965-66
- A/S Nordsjællands Kornkompagni 1960-71 (tillika verkställande direktör)
- A/S Gre-Ca-Trade 1957-71
- Grecami A/S 1966
- Frederiksberg Champignonfabrik A/S 1956-66
- A/S Æbelø gods 1955, A/S Dansk Sintermetal 1959-65
- A/S Herbert B. Møller 1962-67
- Trouw Special Foder A/S 1969-73
- Eldata-Electronic A/S 1969
- A/S Dansk Frø og Silo 1970-71
- Vølund-Invest A/S 1970
- A/S Ferm, Ulstrup 1970
- Nyeboe & Nissen A/S 1972
- K.A. Hartmann Oliefyr A/S 1972

## Politisk verksamhet
I sin ungdom var Grevenkop-Castenskiold verksam i nazistiska kretsar, först i DNSAP och från 1941 som medgrundare av ett nytt parti, Den danske Front, som emellertid aldrig kom att få någon större betydelse. Efter kriget dömdes han till 15 månaders fängelse. Grevenkop-Castenskiold ändrade sin inställning till nazismen redan under kriget och tog då avstånd från sina tidigare åsikter. Danmarks Kommunistiske Parti och partiets tidning Land og Folk förde under 1946-1947 en enveten kampanj för att staten skulle nationalisera godset Store Frederikslund och stycka det till småbruk, något som dock aldrig skedde. 

### Frydenholm
Erik Grevenkop-Castenskiold anses i allmänhet vara förebilden för greve Preben Rosenkop-Frydenskjold i Hans Scherfigs satiriska roman Frydenholm. Uppfattningen framkom bland annat vid Grevenkop-Castenskiolds död 2001. Scherfig själv är försiktig med att tolka boken som en nyckelroman i sin efterskrift till romanen: "Frydenholm ligger i romanens verklighet och inte på någon riktig karta". Det finns emellertid så många likheter mellan Erik Grevenkop-Castenskiold och den påhittade greve Preben Rosenkop-Frydenskjold, att set står klart att godsägaren har varit en av Scherfigs inspirationskällor. En väsentlig skillnad består dock i att Erik Grevenkop-Castenskiold enligt Bovrupkartoteket lämnade nazistpartiet redan 1941 i protest mot DNSAP:s beroende av Tyskland. Det finns heller inga uppgifter om att Grevenkop-Castenskiold skulle ha tagit emot tyskar som gäster på sitt slot. Denna sida av Scherfigs romanperson är dock, enligt Arne Broegaards "Nøgle til Frydenholm", snarare hämtad från godsägaren Jørgen Sehested på gården Broholm på Fyn.

## Äktenskap
- Gift första gången 14 april 1942 (äktenskapet upplöst) med grevinnan Ulla Wachtmeister af Johannishus, född 29 januari 1922 i Malmö och dotter till civilingenjören och greven Hans Gotthard Wachtmeister af Johannishus (död 1950) och hans hustru Elisabeth, född Stackell.
- Gift andra gången 3 november 1962 med Olga Fjeldsted-Holm, född 29 januari 1918 i Randers. Hon var motståndskvinna under ockupationen. Fjeldsted-Holm tog studenten vid Randers Statsskole och fick efter avslutad kontoristutbildning tjänst vid Fremmedpolitiet. Som sådan kom hon i kontakt med motståndskretsar och måste fly till Sverige vintern 1944. Där fick hon arbete på den amerikanska ambassaden. När hon återvände till Danmark fick hon en motsvarande tjänst på den amerikanska ambassaden i Köpenhamn.[3][4]